# L'amabile ingenua
L'amabile ingenua (The Lovable Cheat) è un film del 1949 diretto da Richard Oswald e interpretato da Charles Ruggles, Peggy Ann Garner e Richard Ney, adattamento dell'opera teatrale Mercadet, l'affarista (Le Faiseur) di Honoré de Balzac.
È l'ultimo film diretto dal regista di origine austriaca e il primo prodotto dalla Skyline Pictures, fondata da Oswald e Edward Lewis.

## Trama
Parigi, 1860. Claude Mercadet è un ricco uomo d'affari che vive con la moglie Pauline e la figlia Julie nel Bois de Boulogne, ma è anche un truffatore che ha accumulato una fortuna giocando in borsa soldi che in realtà non gli appartengono. Assediato dai creditori e sull'orlo della bancarotta, Mercadet è però certo che il motore della società sia il denaro e che l'onore sia fondato solo sull'apparenza. Per questo, continua ad organizzare ricevimenti, cerca di far sposare la figlia ad un presunto conte (che si rivela poi uno spiantato) e si ingegna per mettere in scena il ritorno del suo socio Godeau, sparito con la cassa dopo essere andato a cercare fortuna nelle Indie. Troverà la salvezza a un passo dal baratro, ottenendo che ogni cosa si ricomponga sul piano economico e su quello degli affetti.

## Produzione
Le riprese furono effettuate nel gennaio 1949 nei Nassour Studios di Hollywood. Il titolo di lavorazione era The Great Speculator.

## Distribuzione
Il film fu distribuito negli Stati Uniti a partire dall'11 maggio 1949 e nel Regno Unito dal successivo 4 ottobre.
In anni recenti è stato proiettato due volte al Festival di Berlino: nel 1983 in una retrospettiva dedicata agli attori tedeschi costretti a lasciare la Germania negli anni trenta dopo l'ascesa del regime nazista (tra cui Curt Bois, presente in questo film), e nel 1995 in quella dedicata al centenario della nascita di Buster Keaton, che recita una piccola parte.

## Critica
La rivista Variety giudicò il film «un'opera noiosa, vecchio stile, piena di chiacchiere e poco divertimento. Diversi nomi familiari nel cast aiutano un po', ma le sue possibilità in generale sono esili... Charlie Ruggles si sforza nel ruolo principale, ma non può che renderlo poco più che passabile».